# 脆壳理蛤
脆壳理蛤（学名：Theora fragilis），是帘蛤目唱片蛤科理蛤属的一种。主要分布于韩国、中国大陆、台湾，常栖息在潮下带9-50米。
WoRMS不承認脆殼理蛤是一個獨立的物種，認為只是側底理蛤的異名。